# Shizuka Kudō
Shizuka Kudō (工藤静香, Kudō Shizuka, née le 14 avril 1970 à Hamura, Japon) est une chanteuse et actrice japonaise, populaire idole japonaise de la fin des années 1980.

## Biographie
Elle débute en 1985 en tant qu'idol avec le trio pop Seventeen Club le temps de deux singles, avant de rejoindre en 1986 le groupe géant Onyanko Club et son sous-groupe Ushirogami Hikaretai. Vite remarquée, elle débute parallèlement en solo la 1987 avec un grand succès qui durera jusqu'au milieu des années 1990, s'étendant même à Hong Kong et Taïwan, et tourne dans quatre films et une dizaine de séries TV. En 2000, elle épouse le populaire chanteur-acteur Takuya Kimura du boys band SMAP, régulièrement désigné "plus bel homme du Japon" dans les enquêtes d'opinion, et donne naissance à deux filles en 2001 et 2003. Elle est notamment connue en occident pour sa chanson Blue Velvet, un des génériques de fin de la série anime Dragon Ball GT.

## Discographie

### Albums
Album de remix
Albums de reprises

### Singles
Collaborations

## Filmographie

### Séries TV
- Psychometrer Eiji 2 (NTV, 1999)
- Dessin (NTV, 1997)
- Yuzurenai Yoru (Fuji TV, 1996)
- Rennai Zenya Ichidodake no Koi 2 (1996)
- Rennai Zenya Ichidodake no Koi (1996)
- Ano Hi ni Kaeritai (Fuji TV, 1993)
- Sekai de Ichiban Kimi ga Suki (Fuji TV, 1990)
- Kimi ga Uso wo Tsuita (Fuji TV, 1988)
- Netsuppoi no! (Fuji TV, 1988)
- Kimi no Hitomi wo Taihosuru! (Fuji TV, 1988)

### Films
- Hercule (film, 1997) (doublage)
- Gokudō no Onnatachi (1996)
- Bakusō！Moon Angel - Kita he (1996)
- Mirai no Omoide / Last Christmas (1992)